# Лигтхарт, Пим
Пим Лигтхарт (нидерл. Pim Ligthart; род. 16 июня 1988 в Хорне, Нидерланды) — нидерландский профессиональный шоссейный и трековый велогонщик, выступающий за проконтинентальную команду «TotalEnergies». Чемпион Нидерландов 2011 года в групповой шоссейной гонке.

## Достижения

### Шоссе
2010
2-й ЗЛМ Тур
3-й Ля Кот Пикард
2011
1-й  Чемпионат Нидерландов в групповой гонке
1-й Хел ван хет Мергелланд
1-й  Горная классификация Критериум Интернациональ
1-й  Молодёжная классификация Тур Бельгии
3-й Классика Альмерии
2012
3-й Тур Валлонии
2013
1-й — Этап 5 Стер ЗЛМ Тур
2014
1-й  Горная классификация Париж — Ницца
2015
1-й Гран-при Марсельезы
1-й — Этап 1а Вуэльта Андалусии
1-й  Горная классификация Тур Дании
2-й Бенш — Шиме — Бенш
2016
2-й Гран-при Ефа Схеренса
2017
5-й Эшборн — Франкфурт
2018
3-й Тур Фьордов
2019
1-й Тур Дренте

### Трек
2006
Чемпионат Нидерландов
1-й  Гонка по очкам
1-й  Скрэтч
2-й  Мэдисон
2007
Чемпионат Нидерландов
1-й  Гонка по очкам
2-й  Скрэтч
3-й  Мэдисон
Чемпионат Европы U23
2-й  Гонка по очкам
2-й  Мэдисон
2008
1-й  Кубок мира (Копенгаген) — гонка по очкам
Чемпионат Европы U23
2-й  Скрэтч
2-й  Мэдисон
2009
Чемпионат Нидерландов
1-й  Мэдисон
1-й  Скрэтч
3-й  Кубок мира (Копенгаген) — мэдисон
2011
2-й Шесть дней Роттердама
2012
1-й Шесть дней Амстердама

## Статистика выступлений

### Гранд-туры
| Гонка           | 2011 | 2012 | 2013 | 2014 | 2015 | 2016 |
| --------------- | ---- | ---- | ---- | ---- | ---- | ---- |
| Джиро д'Италия  | —    | —    | 161  | —    | —    | 126  |
| Тур де Франс    | —    | —    | —    | —    | —    | —    |
| Вуэльта Испании | 108  | 126  | —    | 127  | —    | —    |

| —  | Не участвовал  |
| НФ | Не финишировал |